# 豊野村 (大阪府)
豊野村（とよのむら）は、大阪府北河内郡にあった村。現在の寝屋川市中東部にあたる。

## 地理
- 河川：寝屋川

## 歴史
- 1889年（明治22年）4月1日 - 町村制の施行により、讃良郡高宮村・国松村・秦村・太秦村・小路村の区域をもって発足。
- 1896年（明治29年）4月1日 - 所属郡が北河内郡に変更。
- 1943年（昭和18年）4月1日 - 友呂岐村・九個荘町・寝屋川村と合併して寝屋川町が発足。同日豊野村廃止。

## 交通

### 道路
現在は旧村域を第二京阪道路が通過するが、当時は未開通。

## 名所・旧跡・観光スポット・祭事・催事
- 太秦古墳群
- 京阪グラウンド